# USS LST-788
O USS LST-788 foi um navio de guerra norte-americano da classe LST que operou durante a Segunda Guerra Mundial.